# Assassinat de Samuel Paty
L'assassinat de Samuel Paty, un professor de secundària francès, va ocórrer al suburbi d'Éragny, al nord-oest de París, a les 17 h del 16 d'octubre de 2020. Paty va ser assassinat i decapitat en un acte de terrorisme islamista.
Paty havia mostrat als alumnes, en una classe sobre la llibertat d'expressió i després de convidar els estudiants musulmans a abandonar la classe si així ho desitjaven, una caricatura de la revista Charlie Hebdo que representava el profeta Mahoma. Dies després, l'assassí va matar i decapitar Paty amb un tallant de 30 cm. Va publicar una imatge del cap tallat de Paty a Twitter, i va escriure que havia actuat «en el nom d'Al·là». L'assassí va expressar la seva ira perquè, segons ell, Paty havia menyspreat Mahoma. El terrorista, un refugiat rus de divuit anys d'origen txetxè, va ser mort per la policia mentre era detingut.

## Context
Samuel Paty era un professor d'educació secundària a Conflans-Sainte-Honorine, un suburbi situat a 30 km al nord-oest del centre de París. Paty havia impartit una classe d'ètica a principis d'octubre del 2020 sobre la llibertat d'expressió, tal com ho estableix el programa escolar. Durant la sessió havia mostrat a alguns dels seus estudiants adolescents una caricatura del profeta Mahoma, publicada per la revista satírica Charlie Hebdo, durant una discussió a classe sobre la llibertat d'expressió. Abans de mostrar la caricatura, Paty va convidar els estudiants musulmans a sortir de l'aula si volien.
La classe va menar a la controvèrsia. Per a molts musulmans, qualsevol representació de Mahoma és blasfema perquè l'islam ho prohibeix. El pare musulmà d'una de les estudiants va afirmar a YouTube i Facebook que Paty havia mostrat una imatge de Mahoma nu, va assenyalar Paty i va facilitar l'adreça de l'escola. Va animar altres pares a unir-se a ell en l'acció contra el professor, a qui va descriure com un pinxo.
El pare també va presentar una queixa a l'escola i va animar a protestar davant del centre educatiu. L'institut va celebrar una reunió entre el director, el professor i un representant de l'autoritat educativa. El pare també va presentar una denúncia a la policia, de manera que Paty va haver d'acudir a la comissaria amb el director de l'institut. Paty va declarar que no podia entendre la denúncia, ja que la filla del denunciant no era a classe el dia que Paty va mostrar la caricatura.

## Assassinat i decapitació
Deu dies després de la classe sobre llibertat d'expressió, el 16 d'octubre del 2020, l'assassí va esperar-se fora del centre educatiu, va demanar a diversos estudiants que li assenyalessin Paty i va seguir-lo en veure'l sortir. Utilitzant un tallant de 30 cm va matar Paty i el va decapitar en un carrer proper a les 5 de la tarda. Abans de tallar-li el cap, l'atacant li va infligir diverses ferides a l'abdomen i les extremitats superiors. Alguns testimonis van sentir l'atacant cridar «Al·lahu àkbar» durant el crim.
Minuts després de l'assassinat, el compte de Twitter amb el pseudònim @Tchetchene_270, identificat pel fiscal antiterrorista Jean-François Ricard com a pertanyent a Abdullakh Anzorov, va publicar una imatge del cap tallat de Paty. Juntament amb la foto apareixia el missatge: «En el nom d'Al·là, el més misericordiós, (...) a Macron, el líder dels infidels, he executat un dels teus gossos de l'infern que es va atrevir a menysprear Mahoma. Calma els teus semblants abans que us infligim un càstig més sever».
Minuts després, l'autor, Abdullakh Anzorov, va ser confrontat per la policia a uns 600 metres del lloc dels fets a Éragny. Anzorov va disparar a la policia amb una arma d'aire comprimit i va amenaçar-la amb un tallant. Tot seguit els agents li van disparar a matar. Al telèfon mòbil d'Anzorov es va trobar un text reclamant l'autoria del crim i una fotografia del cos de Paty.
Deu persones van ser detingudes després per a ser investigades. Entre elles els avis d'Anzorov, els seus pares i el seu germà de disset anys. L'atemptat va ser la segona decapitació islamista a l'Estat francès des de l'atemptat de Saint-Quentin-Fallavier del 2015, en què va ser decapitat Hervé Cornara.
Es va obrir una investigació també sobre el lloc web neonazi Participative Democracy', que havia difós les imatges de la víctima degollada. L'Associació Francesa de Víctimes del Terrorisme va presentar una denúncia per «publicació que incita al terrorisme o que pot menyscabar greument la dignitat humana».

### Víctima
La víctima, Samuel Paty, tenia quaranta-set anys i era professor d'història, geografia i ètica al Collège Bois-d'Aulne des de feia cinc anys. Vivia a deu minuts de distància, al poble d'Éragny. Era casat i pare d'un nen de cinc anys.

## Autor
L'autor, Abdoullakh Abouyedovich Anzorov, era un ciutadà rus de divuit anys d'origen txetxè, nascut a Moscou, segons el fiscal antiterrorista Jean-François Ricard. Txetxènia és una república federal de majoria musulmana del Caucas del Nord. Anzorov havia arribat a l'Estat francès amb la condició de refugiat dotze anys abans, quan era un nen de sis anys. Vivia al districte de la Madeleine de la ciutat d'Évreux a Normandia, a uns 100 km de l'escena del crim, i no tenia cap connexió aparent amb el professor o l'escola.
La família Anzorov prové de la vila de Shalazhi a Txetxènia. El pare d'Abdoullakh, Abuezid, es va mudar a Moscou i després a París. Després de l'atac, la policia va visitar els parents llunyans dels Anzorov a Shalazhi, on es rumorejava que la família havia acollit militants islamistes a mitjan dècada del 2000. El març del 2020, la família havia rebut l'estatut de refugiat i targetes de residència per deu anys a l'Estat francès. Abdoullakh no havia estat detectat pels organismes de seguretat, tot i que anteriorment havia afrontat càrrecs judicials per delictes menors.
La germanastra d'Anzorov s'havia unit a l'Estat Islàmic a Síria el 2014 i se'n desconeix el parador. Quatre membres de la seva família van ser arrestats per la policia francesa en relació amb l'atac, de deu persones en total: l'avi Shamsudin Anzorov, els pares d'Abdoullakh i un dels seus germans.

## Reaccions

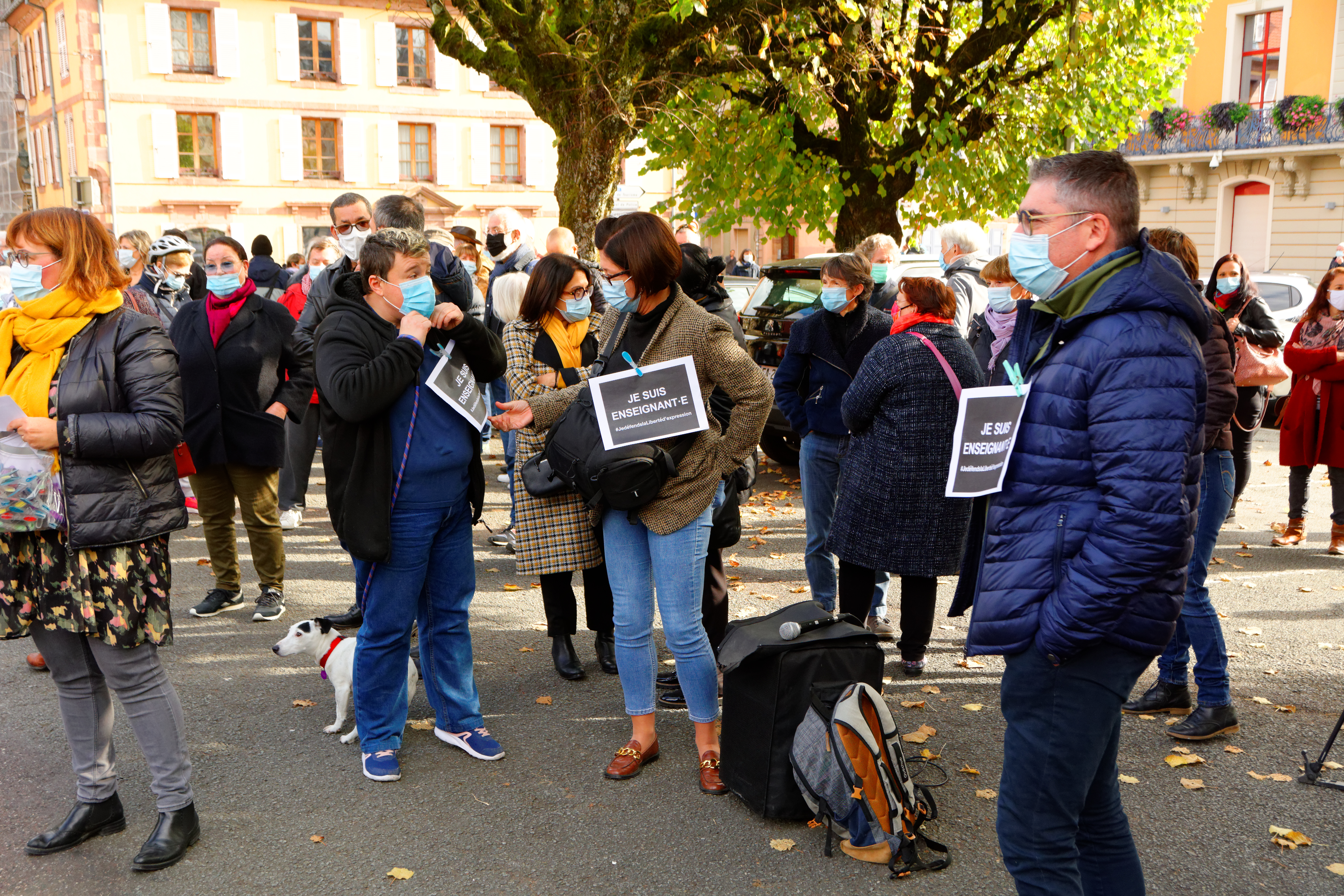
Concentració en la Plaça de la República de Belfort el 18 d'octubre de 2020

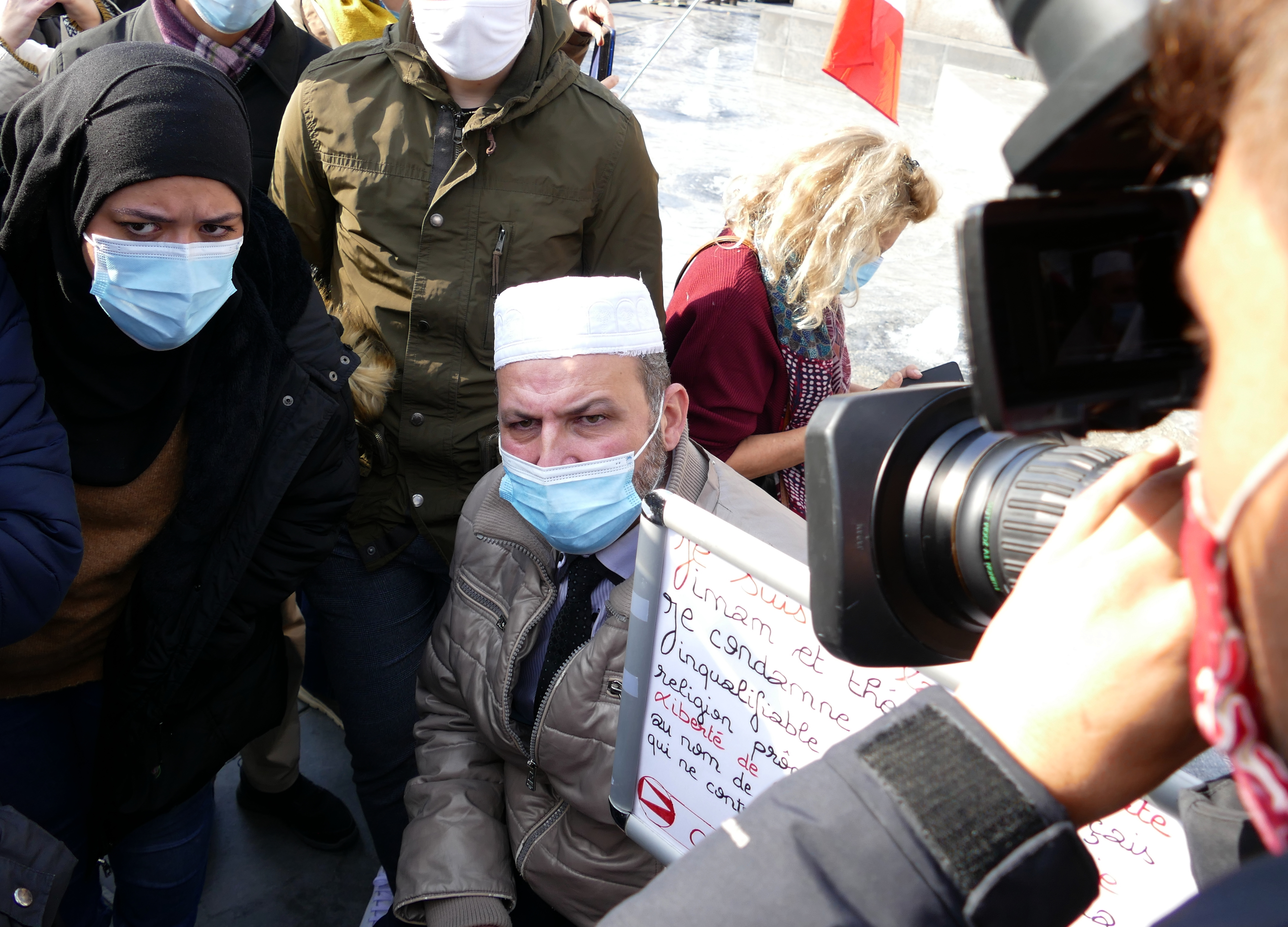
Musulmans francesos presents en l'homenatge a Paty a la Plaça de la República de París

### Estat francès
El president francès, Emmanuel Macron, va visitar l'escola on treballava Paty i va afirmar que l'incident havia estat «el típic atac terrorista islamista» i que «el nostre compatriota va ser assassinat per ensenyar als alumnes la llibertat d'expressió». El ministre d'educació, Jean-Michel Blanquer, va descriure l'assassinat com un «atac a la nació francesa en conjunt». El ministre de l'interior, Gerald Darmanin, que era al Marroc en visita oficial, va tornar urgentment a París després de saber-se la notícia de l'assassinat. Jean-Rémi Girard, president del sindicat de professorat d'ensenyament secundari, va dir que estaven «devastats», però que no s'atemoririen. El fiscal antiterrorista va afirmar que Paty havia estat «assassinat per ensenyar» i que l'atac anava contra el principi de la llibertat d'expressió.
Els eslògans i hashtags Je suis prof («Sóc professor») i Je suis enseignant («Sóc mestre») es van llançar a les xarxes socials en suport de la víctima i de la llibertat d'expressió, a semblança de la campanya Je suis Charlie organitzada després que els periodistes de Charlie Hebdo fossin assassinats per publicar les caricatures de Mahoma. Charlie Hebdo va expressar mitjançant un comunicat un «sentit horror i disgust» i va oferir el seu suport a la família i amistats de Paty. Molts musulmans i líders religiosos a França van condemnar l'atac. Els dies posteriors s'organitzaren manifestacions de protesta contra l'assassinat en dotzenes de ciutats franceses.

### Països Catalans
El conseller d'Acció Exterior, Relacions Institucionals i Transparència de Catalunya Bernat Solé i Barril va expressar el seu condol i solidaritat a la comunitat educativa i al poble francès pel terrible assassinat d'un professor amb el tuit «Catalunya defensarà sempre la llibertat d'expressió, aquí i arreu».
El dia 18 d'octubre, es va fer una manifestació a Perpinyà contra l'assassinat del professor i també per donar suport al món educatiu, la llibertat d'expressió i els «valors republicans».

### A l'exterior
L'alt representant de l'Aliança de Civilitzacions de les Nacions Unides, Miguel Ángel Moratinos, va condemnar la decapitació. Ramzan Kadírov, president de la República de Txetxènia, va condemnar l'atac, però va advertir que no s'havia d'ofendre o insultar els musulmans. Els Ministeris d'Afers Exteriors d'Alemanya, de Bèlgica, Egipte, Eslovènia, Grècia, Itàlia, Luxemburg, Moldàvia, Montenegro, Regne Unit, Romania, Suècia, Països Baixos, Xipre i altres van expressar el seu condol a la família de Paty i van condemnar l'assassinat. En aquest mateix sentit, es va expressar el president espanyol Pedro Sánchez afirmant que ««no passaran» ja que «la llibertat, la fraternitat i la democràcia sempre guanyaran a l'odi i la barbàrie».
El Ministeri d'Afers Exteriors i Expatriats de Jordània va condemnar en un comunicat l'acte terrorista i també va assenyalar «la necessitat de respectar les creences religioses i evitar atacar-les o insultar els símbols religiosos». Vuit dies després, el Ministre d'Afers Exteriors Ayman Safadi va condemnar també la «publicació de caricatures satíriques que representen al profeta Mahoma, les oracions, la pau sobre ell», però va assenyalar que «tots hem de rebutjar els actes que alimenten l'odi, la violència i el terrorisme que condemnem en totes les seves formes. Instem els esforços per a promoure l'harmonia, el respecte als altres, les religions i els seus símbols».

## Paper dels moviments islamistes
La possibilitat d'una participació indirecta dels moviments islamistes radicals en l'assassinat preocupava els serveis d'intel·ligència del govern francès. Segons Laurent Nuñez, coordinador francès d'intel·ligència i lluita contra el terrorisme, aquests «moviments minoritaris tracten de convèncer els musulmans que França és un país islamòfob. Busquen instrumentalitzar, crear grups i al mínim incident s'activen». Aquest discurs es va amplificar amb «el judici de Charlie Hebdo, la reedició de les caricatures i l'anunci del president Macron sobre una pròxima llei que busca enfortir la laïcitat i lluitar contra el separatisme islàmic».